# Nancy Lee Katz
Nancy Lee Katz (12 de junho de 1947 - 22 de março de 2018) foi uma fotógrafa americana.
Katz era conhecida pelos seus retratos de músicos, artistas, fotógrafos, arquitectos, escritores e juízes famosos. O Museu de Belas Artes de Houston possui 46 das suas fotografias, incluindo retratos de Richard Serra, Robert Rauschenberg, Ravi Shankar, Maya Lin, Martin Puryear e Louise Bourgeois. O seu trabalho também encontra-se incluído nas colecções do Art Institute of Chicago, do Museu de Belas Artes de Boston, da Biblioteca Nacional da França e do RISD Museum.